# Лэмпард, Кит
Кристофер Кит Лэмпард (англ. Christopher Keith Lampard, 20 декабря 1945, Уоррингтон, Великобритания — 30 августа 2020, Портленд, Орегон, США) — американский и британский бейсболист, аутфилдер. Выступал в Главной лиге бейсбола в 1969 и 1970 годах в составе «Хьюстон Астрос».

## Биография
Кит Лэмпард родился 20 декабря 1945 года в Уоррингтоне. В 1949 году их семья переехала в Портленд в штате Орегон. В бейсбол он начал играть в возрасте восьми лет. Во время учёбы в школе имени Джеймса Мэдисона Лэмпард был питчером. В 1963 году он поступил в Орегонский университет, где продолжил играть. В сезоне 1965 года Кит установил рекорд университета, выбив 11 хоум-ранов. В июне того же года он был выбран на драфте Главной лиги бейсбола клубом «Хьюстон Астрос». 
В команде Лэмпарда рассматривали как аутфилдера и на профессиональном уровне он не провёл ни одной игры питчером. С 1965 по 1969 год он играл в различных фарм-командах «Астрос». В основной состав команды его вызвали в сентябре 1969 года. В дебютной игре против «Цинциннати Редс» Кит вышел на поле в роли пинч-хиттера и выбил двухочковый хоум-ран. Эту же роль он выполнял и в сезоне 1970 года, проведя в стартовом составе «Астрос» всего шесть игр. Борьбу за место одного из основных аутфилдеров он проиграл талантливому новичку Сесару Седеньо и ветеранам Хесусу Алу и Норму Миллеру. Сезон 1971 года он провёл в AAA-лиге в составе «Оклахомы-Сити», а затем Лэмпард был выбран клубом «Монреаль Экспос» на драфте по правилу №5.
Во время предсезонных сборов Кит не сумели пробиться в состав «Монреаля». Так как выбранных по правилу №5 игроков нельзя перевести в фарм-клуб, руководство «Экспос» вернуло его обратно в «Хьюстон». Он отыграл ещё один сезон в составе «Оклахомы-Сити», а затем был продан команде AAA-лиги «Талса Ойлерз». После этого Лэмпарда ещё раз обменяли и в 1973 году он выступал в составе «Юджин Эмералдс», фарм-клуба «Филадельфии» в Северо-Западной лиге. Этот сезон стал последнием в его профессиональной карьере.
В том же 1973 году Лэмпард получил диплом магистра в области санитарного просвещения. В течение следующих тридцати лет он работал учителем, тренером и администратором в сфере школьного образования. 
В ночь на 23 августа 2020 года Лэмпард упал в своём доме и получил травму головы. Внутреннее кровотечение и повреждение мозга стали причиной смерти. Кит Лэмпард умер 30 августа 2020 года в возрасте 74 лет.